# Raktári gombamoly
A raktári gombamoly (Nemapogon cloacellus) a valódi lepkék (Glossoptera) alrendjébe sorolt ruhamolyfélék (Tineidae) családjába tartozó kártevő.

## Elterjedése, élőhelye
Európában és valószínűleg Észak-Amerikában is elterjedt faj. Magyarországon is mindenfelé megtalálható.

## Megjelenése
A lepke szárnyának fesztávolsága 14–18 mm. Szárnyának mintázata sárga és barna elemekből áll, a foltok elmosódottak. Rendkívül nehezen, csak ivarszervi preparátumok vizsgálatával különböztethető meg közeli rokonától, a rendkívül közönséges raktári gabonamolytól (Nemapogon granellus).

## Életmódja
Szabadföldön a lepke félárnyékos erdőkben, nappal repül, és a leveleken pihen meg. Hernyója száraz növényi anyagokon, korhadó fában, gombában, parafában, háztartásokban élelmiszerekben él.
Kártételéről nem tudunk, ennek oka azonban valószínűleg meghatározásának, elkülönítésének nehézsége.

## Külső hivatkozások
- Mészáros Zoltán – Szabóky Csaba: A magyarországi molylepkék gyakorlati albuma. Budapest: Agroinform. 2005.  arch Hozzáférés: 2018. április 6. (PDF)